# Herbert Grubmayr
Herbert Grubmayr (* 16. Juni 1929 in Scheibbs) ist ein ehemaliger österreichischer Botschafter.

## Leben
Herbert Grubmayr studierte Rechtswissenschaft, Englisch, Spanisch und Französisch an der Universität Wien und der Washington University in St. Louis. Von 1952 bis 1994 wurde er im auswärtigen Dienst der 2. Österreichischen Republik beschäftigt. Von 1955 bis 1958 persönlicher Sekretär von Norbert Bischoff in Moskau und nahm an den Verhandlungen zum österreichischen Staatsvertrag teil. Von 1958 bis 1961 war er Sekretär von Julius Raab. Von 1965 bis 1970 war er Botschaftssekretär in Mexiko-Stadt. Von 1971 bis 1978 war er Botschafter in Bogotá und war zeitgleich bei den Regierungen in Quito, Panama-Stadt und Port-au-Prince akkreditiert. Von 1979 bis 1983 war er Botschafter in Bagdad. Von 1983 bis 1985 war er Botschafter in Damaskus.
Von 1985 bis 1990 war er Botschafter in Moskau. Am 9. Oktober 1990 wurde er zum Botschafter in Bonn ernannt, wo er vom 10. Oktober 1990 bis 23. Jänner 1993 akkreditiert war. Er war stellvertretender Staatssekretär für auswärtige Angelegenheiten. 1994 wurde er in den Ruhestand versetzt. Von 1995 bis 1996 leitete er die OSZE-Mission in Estland. 1997 leitete er die OSZE-Präsenz in Albanien. 1998 war er Stellvertreter des Leiters der EU-Beobachter-Mission für den Balkan und Sonderbevollmächtigter für den EU-Vorsitz in Albanien.
Seit 1947 ist er Mitglied der katholischen Studentenverbindung KÖStV Austria Wien im ÖCV.